# Route impériale 57
De Route impériale 57 of De Bruxelles à Namur (Van Brussel naar Namen) was een Route impériale in België. De route is opgesteld per keizerlijk decreet in 1811 en lag toen geheel binnen het Franse Keizerrijk. Na de val van Napoleon Bonaparte kwam de route buiten Frankrijk te liggen en verviel het nummer. 

## Route
De route liep vanaf Brussel via Waterloo en Genepiën naar Sombreffe, waar ze aansloot op de RI 32 naar Namen. Tegenwoordig lopen over dit traject de N5 en N93.